# Oldenrode (Moringen)
Oldenrode ist ein Dorf, das zur Stadt Moringen im Landkreis Northeim gehört. Es liegt am Osthang der Weper auf etwa 280 m ü. NN.

## Geschichte
Die erste urkundliche Erwähnung dieses Ortes ist umstritten: Eine auf das Jahr 1129 datierte Urkunde mit der Nennung des Ortes als Rothe iuxta Lutterbiki ist eine gelehrte Fälschung von Christian Franz Paullini. Andere Urkunden beziehen sich höchstwahrscheinlich auf das 22 Kilometer entfernte Oldenrode bei Kalefeld. Als erste sichere urkundliche Erwähnung wird daher ein Schriftstück aus dem Jahr 1448 angesehen. Gegen Ende des 18. Jahrhunderts hatte Oldenrode 23 Feuerstellen und war damit im Amt Moringen eines der kleinsten Dörfer.
Am 1. März 1974 wurde Oldenrode in die Stadt Moringen eingegliedert.

## Politik
Aufgrund der geringen Einwohnerzahl wird Oldenrode nicht von einem Ortsrat, sondern von einer Ortsvorsteherin vertreten. Aktuelle Ortsvorsteherin ist Viola Henne.

## Kultur
Im Ort gibt es aktuell zwei aktive Vereine, nämlich den Feuerwehrverein der Freiwilligen Feuerwehr Oldenrode, sowie den Förderverein Dorfgemeinschaftshaus.

## Sehenswürdigkeiten

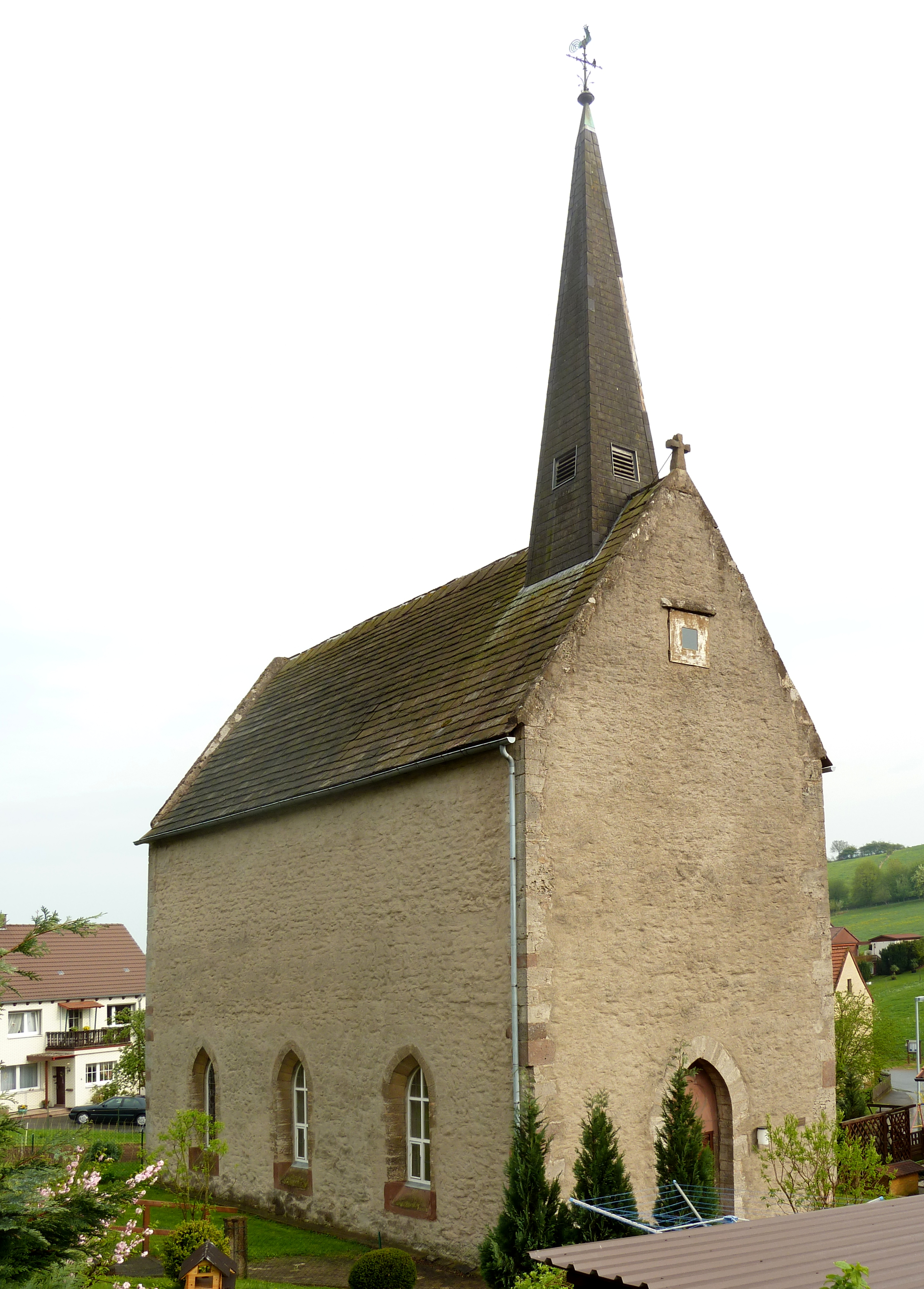
Kapelle St. Nikolai von Nordwesten

Die Kapelle St. Nikolaus wurde gegen 1300 als turmartige Wehrkirche errichtet. Sie ist aus Kalkbruchsteinmauerwerk mit Sandstein-Eckquadern errichtet hat einen rechteckigen Grundriss mit Außenmaßen von 7,41 Meter mal 15,50 Meter und ein Satteldach, das Erdgeschoss wird von einem dreijochigen Kreuzgratgewölbe überspannt. Der darüber liegende hohe Raum war früher durch eine Holzbalkendecke in zwei Geschosse unterteilt. Damit ähnelt sie stark der Kapelle St. Johannis im benachbarten Weperdorf Nienhagen. In der Ostwand befindet sich noch ein kleines, spitzbogiges Fenster aus dem Mittelalter. Ein spitzer Dachreiter dient als Uhr- und Glockenturm. Er wurde zusammen mit dem Einbau der neugotischen Spitzbogenfenster an den Längsseiten und des Eingangs in der westlichen Fassade bei einem Umbau nach Entwürfen von Conrad Wilhelm Hase 1899/1900 errichtet. Das Gewölbe ist mit ornamentalen Verzierungen ausgemalt.